# Karin Hartusch
Karin Hartusch (* um 1968) ist eine österreichische Filmeditorin.

## Leben
Karin Hartusch legte 1986 die Matura ab, anschließend studierte sie an der Musikhochschule Graz frühmusikalische Erziehung.
Von 1994 bis 1997 war sie als Schnittassistentin tätig, unter anderem arbeitete sie bei Drei Herren und Knickerbocker-Bande mit Andreas Prochaska und bei Suzie Washington mit Monika Willi zusammen.
Hartusch ist Mitglied der Akademie des Österreichischen Films und im Österreichischen Verband Filmschnitt. Ihr Schaffen umfasst über 30 Film- und Fernsehproduktionen.

## Filmografie (Auswahl)
- 2000: Code: unbekannt
- 2001: Lovely Rita
- 2003: Ausgeliefert
- 2002–2003: Julia – Eine ungewöhnliche Frau (Fernsehserie, neun Episoden)
- 2004: Blatt und Blüte – Die Erbschaft
- 2004: Auf Wolke 7
- 2005: Im Auftrag seiner Majestät – Ein barocker Bücherkrimi
- 2005: SOKO Kitzbühel (Fernsehserie, zwei Episoden)
- 2005: Shadow of the Sword – Der Henker
- 2006: In 3 Tagen bist du tot
- 2006: Tatort: Tod aus Afrika
- 2007: Zodiak – Der Horoskop-Mörder
- 2008: KDD – Kriminaldauerdienst (Fernsehserie, drei Episoden)
- 2008: In 3 Tagen bist du tot 2
- 2008: Liebe für Fortgeschrittene
- 2010: Die unabsichtliche Entführung der Frau Elfriede Ott
- 2010: Willkommen in Wien
- 2011: Die lange Welle hinterm Kiel
- 2011: Der Wettbewerb
- 2005–2012: Vier Frauen und ein Todesfall (Fernsehserie, sechs Episoden)
- 2013: Zurück ins Leben
- 2013: Die Auslöschung
- 2013: Schlawiner (Fernsehserie, drei Episoden)
- 2013: Lost & Found – Liebe im Gepäck (Eine Handvoll Briefe)
- 2013: Schon wieder Henriette
- 2014: Landkrimi – Alles Fleisch ist Gras
- 2015: Am Ende des Sommers
- 2015: Landkrimi – Der Tote am Teich
- 2016: Wie Brüder im Wind
- 2016: Mein Fleisch und Blut
- 2017: Tatort: Schock
- 2018: Erik & Erika
- 2018: Das Boot (Fernsehserie, vier Episoden)
- 2019: Landkrimi – Steirerkreuz
- 2020: Landkrimi – Steirerwut
- 2020: Barbaren (Fernsehserie, zwei Episoden)
- 2021: Im Netz der Camorra
- 2022: Das Netz – Prometheus (Fernsehserie)
- 2023: Die Flut – Tod am Deich (Fernsehfilm)
- 2025: Wiener Blut – Berggericht (Fernsehreihe)
- 2025: Welcome Home Baby

## Auszeichnungen und Nominierungen
Deutscher Fernsehpreis 2019
- Nominierung in der Kategorie Bester Schnitt für Das Boot gemeinsam mit Ueli Christen

Preis der Deutschen Akademie für Fernsehen 2022
- Nominierung in der Kategorie Filmschnitt für Im Netz der Camorra[3]